# Alona
Alona é um género de crustáceo da família Chydoridae.
Este género contém as seguintes espécies:
- Alona hercegovinae
- Alona sketi
- Alona smirnovi